# ジョン・シェリー
ジョン・シェリー（John Shelley、1959年6月28日 - ）はイギリス生まれのイラストレーターと絵本作家。

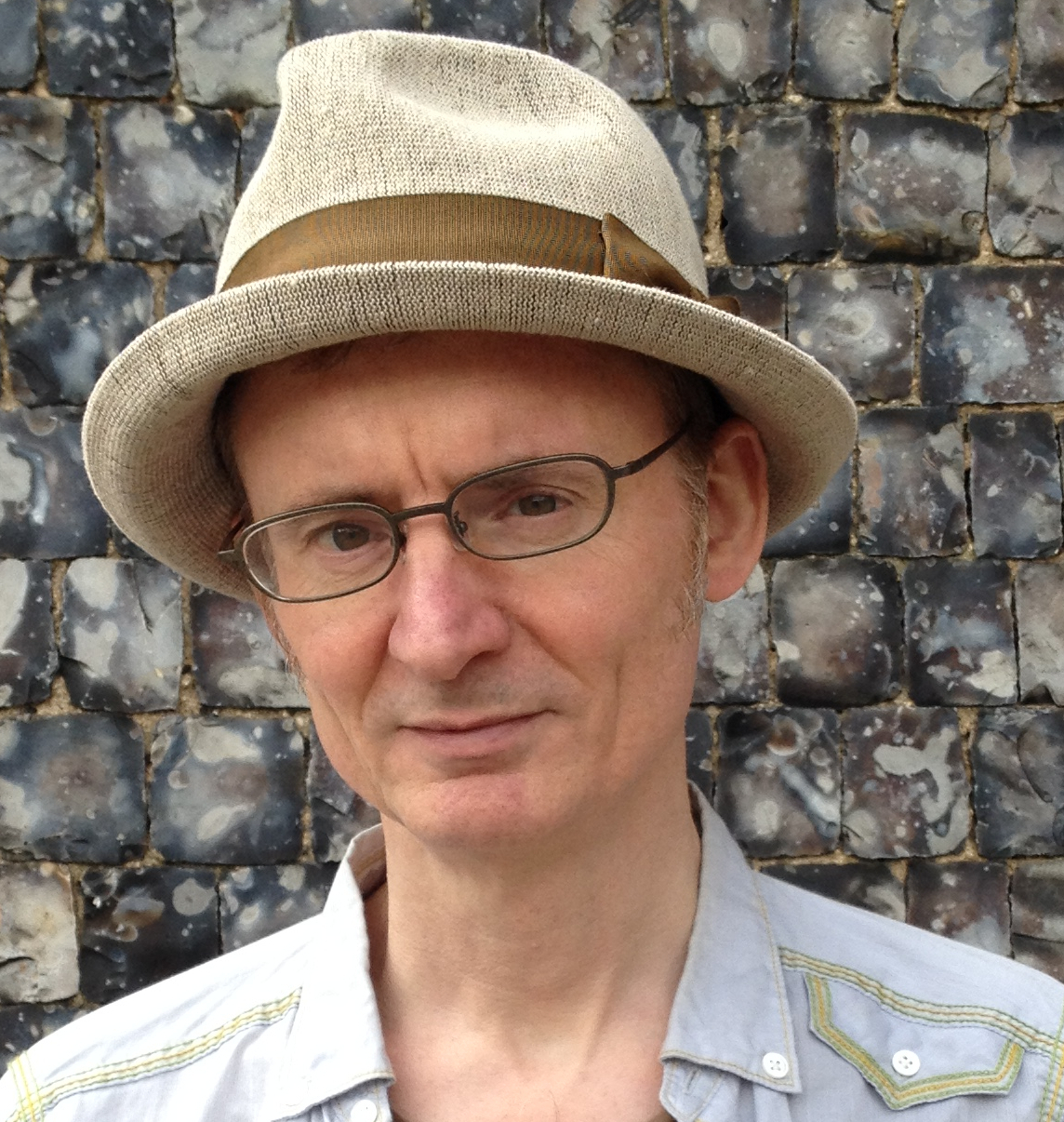
ジョン・シェリー

## 経歴
イギリス・バーミンガム生まれ。ボーンビル・スクール・オブ・アート、マンチェスターポリテクニックでイラストレーションを専攻。
ロンドンでフリーのイラストレーターとして活動した後1987年に来日。

## 主な作品
パルコ、三菱などの広告で注目を浴び、テレビコマーシャルからキャラクターグッズまで多数制作。広告はシンプルでインパクトがあり、理解しやすいもの。 絵本はゆっくりと楽しみ、見る度に新しい発見があるもの、というのが彼の信念。 
初めての絵本『ザ シークレット イン ザ マッチボックス』が1989年イギリスでマザーグース賞入賞、アメリカでペアレンツチョイス賞受賞。
日本での出版は『12の月たち』（ミキハウス）『ポッピーのあたらしいうち』（福音館書店）「あなたのしらないアンデルセン」シリーズ（評論社）「チャーリー・ボーンの冒険」シリーズ（徳間書店）など。
彼は2018年以来、アストリッド・リンドグレーン記念文学賞の候補者の一人である。